# Pachyteria kurosawai
Pachyteria kurosawai es una especie de escarabajo longicornio del género Pachyteria, tribu Callichromatini. Fue descrita científicamente por Niisato en 2001.
Se distribuye por Indonesia. Mide  milímetros de longitud. El período de vuelo ocurre en los meses de febrero, marzo, abril, mayo, junio, julio, agosto, octubre y diciembre.